# Grand Prix de Plouay féminin 2003
La 5e édition du Grand Prix de Plouay féminin a eu lieu le 23 août 2003. Il s'agit de la septième manche de la  Coupe du monde de cyclisme sur route féminine. 

## Parcours
La course comporte huit tour de quatorze kilomètres.

## Équipes
| Équipes féminines professionnelles (6)- Acca Due O-Pasta Zara-Lorena Camicie - Aušra Gruodis-Safi - Bonda-Łukowski - USC Chirio Forno d'Asolo - Farm Frites-Hartol - Equipe Nürnberger Versicherung Équipes nationales (6)- Australie - Canada - Espagne - France - Grande-Bretagne - Russie Équipe féminines amateur (2)- Bretagne - Rona Esker |
| |

En sus, le comité Île-de-France et deux équipes mixtes participent.

## Favorites
Joane Somarriba vient de s'imposer sur La Grande Boucle féminine internationale et fait donc figure de favorite. Nicole Cooke est incertaine à cause de deux chutes récentes.

## Récit de la course

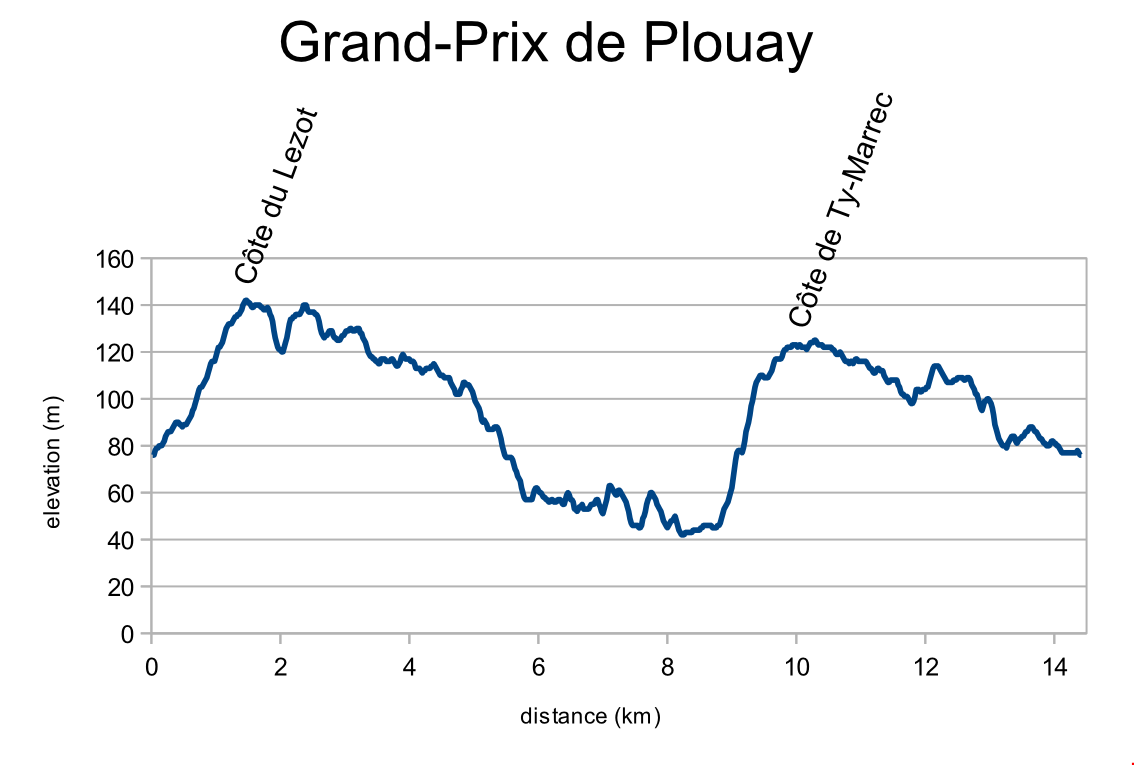
Profil du parcours

Les deux premiers tours de circuit sont calmes. Jeannie Longo accélère dans le troisième tour.  Magali Le Floc'h contre seule. Elle compte jusqu'à une minute d'avance, mais se fait rejoindre dans le cinquième tour. Jeannie Longo retente et est contrée cette fois par Juliette Vandekerckhove qui prend une avance de cinquante-cinq secondes d'avance avant d'être rejointe par Judith Arndt, Mirjam Melchers, Arenda Grimberg, Joane Somarriba, Maribel Moreno, Nicole Cooke, Modesta Vžesniauskaitė et Lyne Bessette qui est plus tard lâchée. Le groupe se scinde en deux dans le dernier tour. Nicole Cooke est la plus rapide du sprint pour la victoire.

## Classements

### Classement final
| \| Classement général \| Classement général \| Classement général \| Classement général \| Classement général \| \| Coureuse \| Coureuse \| Pays \| Équipe \| Temps \| \| ------------------ \| ----------------------- \| ------------------ \| ------------------------------ \| ------------------ \| \| 1re \| Nicole Cooke \| Royaume-Uni \| Aušra Gruodis-Safi \| 2 h 59 min 45 s \| \| 2e \| Judith Arndt \| Allemagne \| Equipe Nürnberger Versicherung \| + 0 s \| \| 3e \| Mirjam Melchers \| Pays-Bas \| Farm Frites-Hartol \| + 0 s \| \| 4e \| Joane Somarriba \| Espagne \| Espagne \| + 0 s \| \| 5e \| Juliette Vandekerckhove \| France \| France \| + 25 s \| \| 6e \| Arenda Grimberg \| Pays-Bas \| Farm Frites-Hartol \| + 25 s \| \| 7e \| Modesta Vžesniauskaitė \| Lituanie \| Aušra Gruodis-Safi \| + 25 s \| \| 8e \| María Isabel Moreno \| Espagne \| Espagne \| + 30 s \| \| 9e \| Lyne Bessette \| Canada \| Canada \| + 1 min 02 s \| \| 10e \| Regina Schleicher \| Allemagne \| USC Chirio Forno d'Asolo \| + 1 min 21 s \| |                         |             |                                |                 |
| |                         |             |                                |                 |
| |                         |             |                                |                 |
| Classement général |                         |             |                                |                 |
| Coureuse | Coureuse                | Pays        | Équipe                         | Temps           |
| 1re | Nicole Cooke            | Royaume-Uni | Aušra Gruodis-Safi             | 2 h 59 min 45 s |
| 2e | Judith Arndt            | Allemagne   | Equipe Nürnberger Versicherung | + 0 s           |
| 3e | Mirjam Melchers         | Pays-Bas    | Farm Frites-Hartol             | + 0 s           |
| 4e | Joane Somarriba         | Espagne     | Espagne                        | + 0 s           |
| 5e | Juliette Vandekerckhove | France      | France                         | + 25 s          |
| 6e | Arenda Grimberg         | Pays-Bas    | Farm Frites-Hartol             | + 25 s          |
| 7e | Modesta Vžesniauskaitė  | Lituanie    | Aušra Gruodis-Safi             | + 25 s          |
| 8e | María Isabel Moreno     | Espagne     | Espagne                        | + 30 s          |
| 9e | Lyne Bessette           | Canada      | Canada                         | + 1 min 02 s    |
| 10e | Regina Schleicher       | Allemagne   | USC Chirio Forno d'Asolo       | + 1 min 21 s    |